# Faustino Menéndez-Pidal de Navascués
Faustino Menéndez Pidal de Navascués (Zaragoza, 15 de noviembre de 1924-Cintruénigo, 21 de agosto de 2019) fue uno de los más destacados genealogistas, sigilografistas y heraldistas españoles además de un destacado renovador de esta disciplina en el ámbito iberoamericano. En 1988 entró a formar parte de la Real Academia Matritense de Heráldica y Genealogía, como académico numerario, llegando a ser director de la misma desde 1993 hasta 2009 y después director honorario perpetuo. En el momento de su fallecimiento era director honorario de la Real Academia de la Historia tras haber sido director interino entre marzo y diciembre de 2014. También fue consejero de la Académie Internationale d'Heráldique, experto asociado del Comité Internacional de Sigilografía, dentro del Conseil International des Archives, académico de mérito de la Academia Portuguesa da Historia, miembro del Instituto Português de Heráldica, y correspondiente de la Real Academia de Buenas Letras de Barcelona.

## Biografía
Era sobrino nieto de Ramón Menéndez Pidal. Doctor Ingeniero de Caminos por la Universidad Politécnica de Madrid, académico de número (desde 1991), vicedirector y director honorario de la Real Academia de la Historia; fue académico de número (1993-2009) y director honorario (desde 2009) de la Real Academia Matritense de Heráldica y Genealogía; fue asimismo vicepresidente de la Real Asociación de Hidalgos de España. Dirigió la revista Hidalguía, y fue vocal del comité de redacción de la revista Emblemata. Revista Aragonesa de Emblemática.
Destacó su labor como difusor de la heráldica española en los medios culturales europeos, a través de la participación en diversos congresos y coloquios internacionales de heráldica desde 1955. Es miembro, desde 1971, de la Confederación Internacional de Genealogía y Heráldica, la cual llegó a presidir entre 1990 y 1994.
Sobre estos aspectos en especial, en el caso de Navarra, el tema que mayor interés despertó estaba relacionado con el riguroso y decidido estudio sobre el origen y evolución del escudo de armas, «el emblema que a partir del siglo XV fue conocido como las cadenas de Navarra» al investigar en los armoriales anglo-franceses el blasonamiento de las armas del rey de Navarra, con la inclusión de la corona, divisas, tenantes y otros elementos como el escarboucle. Sería ya en tiempos de Carlos III cuando el carbunclo se identifica con las cadenas de las Navas de Tolosa. Igualmente rebate la idea popular de que previamente a este escudo hubiera existido el águila negra como emblema de Navarra porque, entre otras razones, en tales épocas no existía tal género de emblemas.
En el campo de la sigilografía, donde estudió con su habitual rigor más de 3.300 sellos medievales, le supuso ser un experto asociado al Comité Internacional de Sigilografía del Consejo Internacional de Archivos. Su labor magistral en este campo, con distintos materiales y técnicas, ha permitido acreditar la autenticidad de documentos y sus autorías durante siglos. Muchos estudios de ese volumen de sellos, los realizó con Mikel Ramos Aguirre y Esperanza Ochoa de Olza, cuyas descripciones, explicaciones y estudios de los sellos medievales de Navarra, identificando a las personas o instituciones que los utilizaron«ha hecho posible que Navarra ocupe actualmente una posición muy destacada en ese importante ámbito del conocimiento histórico» afirmaba en su necrológica Juan José Martinena Ruiz que apostillaba, como director que fue del centro, que «nuestro Archivo Real y General conserva una de las colecciones sigilográficas de la época medieval más importante, no ya de España, sino de Europa.»
Colaboró en numerosas ocasiones con instituciones navarras, tanto en el ámbito local —como en el caso del Ayuntamiento de Cintruénigo— como en el ámbito universitario, a través de la Cátedra de Patrimonio y Arte Navarro de la Universidad de Navarra.

## Obras
De su amplia bibliografía, destacar algunos de sus libros:
- Libro de Armería del Reino de Navarra. Editorial La Enciclopedia Vasca, Bilbao, 1974. Era el primer estudio del contenido, abordado «con la misma minuciosidad que caracterizan sus ediciones y comentarios heráldicos»[13] aunque las reproducciones, por cuestiones de costes, reducían las dimensiones de los escudos.[14] Ofrece, con todo, «una panorámica sobre la heráldica en Navarra desde sus inicios hasta la Edad Moderna. En ella dedica un apartado al estudio de los heraldos en dicho reino.» Esta edición es «una de las pioneras en la historiografía heráldica española.»[13]
- Heráldica Medieval Española, I: La Casa Real de Castilla y León, Hidalguía, Madrid, 1982. ISBN 9788400051501
- Apuntes de sigilografía española, Institución Provincial de Cultura «Marqués de Santillana», Guadalajara, 1988 y 1993. ISBN 84-87743-32-3
- Los emblemas heráldicos. Una interpretación histórica, Real Academia de la Historia, Madrid, 1993. ISBN 978845057653
- Leones y castillos: emblemas heráldicos en España, Madrid, Real Academia de la Historia, 1999. ISBN 9788489512399
- El escudo de armas de Navarra, Temas de Navarra, 2000, ISBN 84-235-2016-1.
- Historia genealógica y heráldica de los emperadores, reyes y nobles de Europa (s. XV). ISBN 84-7120-299-9 Edición del primer volumen del Codex Escurialensis conservado en la Biblioteca del Monasterio de El Escorial (mss. 28-I-10/12).[15]
- El Escudo de España, Real Academia Matritense de Heráldica y Genealogía, Madrid, 2004. ISBN 9788488833020

En colaboración:
- Matrices de sellos españoles (Siglos XII al XVI), Ministerio de Cultura, Madrid, 1987. Con Elvira Gómez Pozo.
- Sellos medievales de Navarra - Estudio y corpus descriptivo, Gobierno de Navarra, 1995. ISBN 84-235-1334-3. Con Mikel Ramos Aguirre y Esperanza Ochoa de Olza Eguiraun.
- Emblemas heráldicos en el arte medieval navarro, Gobierno de Navarra, 1996, ISBN 84-235-1523-0. Con Javier Martínez de Aguirre Aldaz.
- Símbolos de España, Madrid, Centro de Estudios Políticos y Constitucionales, 2000. Con Carmen Iglesias.
- Libro de Armería del Reino de Navarra. Institución Príncipe de Viana, 2005. ISBN 978-84-235-2166-1. Con Juan José Martinena Ruiz, una edición conjunto de ambos especialistas en la materia que ya habían realizado sendas ediciones previas del mismo códice aunque con aportaciones complementarias.

Además, junto con Juan José Martinena, redactó todas las entradas referentes a Heráldica en la Gran Enciclopedia de Navarra.

## Premios y homenajes
En el apartado de los numerosos premios, destacar:
- Premio Adam Even por la Académie Internationale d'Héraldique (1975).
- Premio Salazar y Castro (1960).
- Premio Manucci (1977), otorgados por el Instituto Internacional de Genealogía y Heráldica.
- Premio Príncipe de Viana de la Cultura (2011).[16]

En el apartado de homenajes, destacar:
- Revista Príncipe de Viana (2007), n.º 241, dedicado íntegramente al autor recogiendo una selección de obras dispersas con referencia a Navarra.[17]
- Hidalguía: la revista de genealogía, nobleza y armas (2021), Extra n.º 1, ejemplar póstumo completamente dedicado al autor.[18]